# 소네사이 시판돈
소네사이 시판돈(라오어: ສອນໄຊ ສີພັນດອນ, 1966년 1월 26일~)은 라오스의 정치인으로, 2022년 12월 30일부터 라오스의 정부수상을 맡고 있다. 라오인민혁명당(LPRP) 소속인 그는 2016년부터 2022년까지 부수상을 역임했다. 그는 캄타이 시판돈 전 국가주석의 아들이자 비렝통 시판돈의 동생이다.

## 정치 경력
2022년 12월 30일, 의회는 소네사이 시판돈을 정부수상으로 승인했다(151표 중 149표).